# Palermo (Schiff)
Die Palermo war ein Frachtschiff, das die Regia Marina im Zweiten Weltkrieg von 1940 bis 1943 als Munitionstransporter nutzte. Das 1910 erbaute Schiff fuhr bis 1937 als Scottish Prince unter britischer und anschließend als Athinai unter griechischer Flagge, bis sie von Italien beschlagnahmt wurde. Nach der Kapitulation Italiens im September 1943 wurde das Schiff von den Deutschen beschlagnahmt und der Mittelmeer-Reederei zugewiesen. 1944 sank das Schiff nach einem Luftangriff.

## Bau und technische Daten
Das Schiff wurde in Großbritannien auf der Werft Short Brothers in Sunderland im Nordosten Englands unter der Bau-Nummer 359 auf Kiel gelegt. Der Stapellauf fand am 10. Januar 1910 unter dem Namen Scottish Prince statt, die Fertigstellung erfolgte im März des Jahres, ebenfalls die Ablieferung an die schottische Reederei Prince Line in Newcastle upon Tyne.
Ihre Länge betrug 103,90 Meter über alles, sie war 14,14 Meter breit und wies einen Tiefgang von 6,52 Metern auf. Sie war mit 2897 BRT bzw. 1794 NRT vermessen und hatte eine Tragfähigkeit von 5196 tdw. Der Antrieb bestand aus einer dreifach wirkenden Verbunddampfmaschine mit zwei Einender-Zylinderkesseln, deren Leistung 1800 PSi betrug. Diese wirkte auf eine Schraube, der Dampfer erreichte eine Geschwindigkeit von 10,0 Knoten. Über die Besatzungsstärke liegen keine Angaben vor.

## Geschichte

### Britisches FrachtschiffScottish Prince
Zum Zeitpunkt der Indienststellung war die Scottish Prince das erste einer Klasse von vier Schiffen der Reederei Prince Line. Diese verfügte zu diesem Zeitpunkt über etwa 40 Schiffe im Fracht- und Passagierverkehr. Die Routen reichten von Großbritannien zum europäischen Festland, ins gesamte Mittelmeer nach Nord-, Mittel- und Südamerika, Südafrika, Indien sowie den Fernen Osten. Mit welcher Fracht und auf welcher Route die Scottish Prince eingesetzt war, ist jedoch unklar. Mitten im Ersten Weltkrieg verkaufte der Inhaber, Sir James Knott, das Unternehmen. Hintergrund ist der Tod von zweien seiner drei Söhne in Frankreich im Kampf gegen die Deutschen und die Vermisstmeldung des dritten, der während der Schlacht von Gallipoli in Kriegsgefangenschaft geraten war und bis zum Ende des Krieges blieb. Käufer war die Reederei Furness, Withy & Co.
Die Scottish Prince behielt ihren Namen. Am 7. September 1917 wurde das Schiff im Ärmelkanal von einem deutschen U-Boot torpediert und beschädigt. Das Schiff konnte jedoch einlaufen und wurde wieder repariert. Für den gesamten Verlauf des Ersten Weltkrieges liegen lediglich vereinzelte Informationen über ihre Fahrten bzw. Aufenthaltsorte vor. So sichtete der britische Hilfskreuzer Macedonia am 2. August 1915 die Scottish Prince am Río de la Plata und der Hilfskreuzer Perth am 5. Juli 1918 das Schiff nahe der Insel Perim am Südeingang zum Roten Meer vor der Südwestküste des Jemen. Die weiteren Jahre bis zum Verkauf 1937 verliefen so ereignislos, dass dazu keine weiteren Informationen vorliegen.

### Griechisches FrachtschiffAthinai
Das inzwischen 27 Jahre alte Schiff wurde 1937 verkauft. Die „Hellenic Lines Limited“ (P.G. Callimanopoulos) aus Piräus in Griechenland erwarb das Schiff am 8. September 1937 für 25.000 Pfund. Am 6. November trug der neue Besitzer das Schiff in das Hafenregister von Piräus mit der Nummer 907 ein und registrierte es als Athinai. Über die nächsten Jahre liegen nur die Informationen über die Beschlagnahme vor: Am ersten Tag des italienisch-griechischen Krieges, am 28. Oktober 1940, brachte das italienische Torpedoboot Schiaffino den Frachter vor Messina auf.

### Italienischer MunitionstransporterPalermo
Nach der Beschlagnahme wies die italienische Regierung das Schiff der Regia Marina zu, die es noch 1940 als Munitionstransporter klassifizierte und den Namen Palermo gab. Die Besatzung bestand nun aus 20 Offizieren und Mannschaften, über eine Bewaffnung liegen keine Angaben vor. Aus der Geschichte des Schiffes in dieser Rolle liegen nur bruchstückhafte Informationen vor. So soll das britische U-Boot Ursula am 4. Mai 1941 vor der Insel Kerkenna an der tunesischen Küste vier Torpedos auf die einzeln fahrende Palermo abgefeuert haben, die diesen jedoch verfehlten. Anfang September 1943 befand sich die Palermo an der griechischen Westküste, wo sie am 2. September von vier Bristol Beaufighter des 252. RAF Squadrons mit Fliegerbomben in Preveza angegriffen und beschädigt wurde. Von dort lief das Schiff nach Albanien und traf zum Zeitpunkt der italienischen Kapitulation am 9. September in Vlora ein.

### Deutsches FrachtschiffPalermo
In Vlora fiel das Schiff am 10. September 1943 in deutsche Hände und wurde einen Tag später beschlagnahmt. Das Schiff behielt seinen Namen und wurde der Mittelmeer-Reederei zugewiesen. Am 26. Mai 1944 befand sich das Schiff auf dem Weg von Venedig nach Poreč an der Westküste der Halbinsel Istrien in Kroatien. Am Tag darauf lief die Palermo vor Tagliamento-Mündung auf eine Mine, vermutlich auf eine ältere italienische Sperre. Nach einigen Angaben sank das Schiff dabei, nach anderen Angaben erreichte es noch Fiume und sank dort am 6. Juli 1944 durch Bombentreffer.